# Triumph des Willens
Triumph des Willens (literalment, en català, "El triomf de la voluntat") és una pel·lícula propagandista nazi dirigida per Leni Riefenstahl. Mostra el desenvolupament del congrés del Partit Nacional-socialista el 1934 a Nuremberg. La pel·lícula inclou imatges de membres uniformats del partit desfilant (tot i que hi apareixen relativament pocs soldats alemanys) al so de conegudes marxes, a més de parts de discursos de diversos líders nazis al Congrés, com Adolf Hitler. Fou Hitler qui encarregà el film i el seu nom figura als crèdits inicials. El tema principal de Triumph des Willens és el retorn d'Alemanya a la categoria de potència mundial, amb Hitler com una mena de messies que restituirà la glòria a la nació.
La pel·lícula s'estrenà el 1935 i és una de les pel·lícules de propaganda més conegudes de la història del cinema.
Les tècniques emprades per Riefenstahl, que van incloure càmeres en moviment, l'ús de teleobjectius per crear una perspectiva distorsionada, fotografia aèria i un revolucionari enfocament en l'ús de la música i la cinematografia, han fet que Triumph des Willens sigui considerat el documental politicoartístic més ben executat en la història del cinema.
Leni Riefenstahl guanyà diversos premis, no només a Alemanya, sinó també als Estats Units, França, Suècia i a altres països. Aquesta pel·lícula ha influït en altres films, documentals i publicitats fins avui dia.

## Argument
Triumph des Willens ha estat descrita com «feta per nazis, per a nazis i sobre els nazis». El film comença amb un pròleg, l'únic comentari a tota la pel·lícula. En un mur de pedra, apareix el següent text: El 5 de setembre del 1934,... 20 anys després de l'esclat de la Guerra Mundial... 16 anys després del començament del nostre sofriment... 19 mesos després de l'inici del renaixement alemany... Adolf Hitler volà un altre cop a Nuremberg a inspeccionar-hi les columnes dels seus fidels seguidors.